# Lago Minnewanka
O Lago Minnewanka está localizado na parte oriental do Parque Nacional de Banff, província de Alberta, no Canadá, a cerca de 5 km da cidade de Banff. Tem 24 km de extensão e 142 m de profundidade. É o maior lago, em extensão, nos parques das Montanhas Rochosas canadense. 